# Papa Innocenzo XI
Papa Innocenzo XI (in latino: Innocentius PP. XI, nato Benedetto Odescalchi; Como, 19 maggio 1611 – Roma, 12 agosto 1689) è stato il 240º papa della Chiesa cattolica dal 1676 alla sua morte; è stato proclamato beato da Pio XII nel 1956.

## Biografia
Di nobile famiglia comasca, Benedetto Odescalchi nacque da Livio e da Paola Castelli Giovanelli di Gandino. Personaggi appartenenti a questo casato sono segnalati nella città lariana sin dall'inizio del XV secolo. Gli Odescalchi erano infatti aristocratici cittadini dediti sia alla mercatura internazionale, sia, soprattutto, all'attività bancaria e commerciale d'intermediazione (in particolare cambiavalute), tanto da essere una delle famiglie più ricche della Lombardia spagnola. Ancora oggi, nel centro storico di Como, si può visitare il palazzo dove egli nacque nel maggio 1611.
Benedetto studiò nel locale collegio dei Gesuiti (invitati a stabilirsi nella città lariana proprio dalla famiglia Odescalchi). Fu iscritto alla Congregazione Mariana, onore riservato agli alunni migliori. 
A undici anni rimase orfano del padre e a quindici anni (1626), dopo aver ultimato gli studi umanistici, si trasferì a Genova presso lo zio Papirio, che dirigeva la “Società Odescalchi”, un banco di cambiavalute. Nel 1630, si trasferì a Cagno (dove la famiglia aveva possedimenti terrieri e un mulino) per sfuggire all'epidemia di peste, della quale però fu vittima la madre. Si licenziò e ricominciò a studiare: nel 1636, si iscrisse ai corsi dell'Università La Sapienza di Roma e concluse gli studi a Napoli, dove si laureò in utroque iure il 21 novembre 1639.
In età adulta sentì la vocazione religiosa. A Napoli prese la tonsura il 18 febbraio 1640. Successivamente si trasferì a Roma. Grazie all'aiuto del fratello Carlo ricevette i primi incarichi ufficiali durante il pontificato di papa Urbano VIII (1623-1644). L'Odescalchi fece valere la sua notevole preparazione in campo economico e fiscale.
Il successore, Innocenzo X (1644-1655), lo nominò dapprima governatore di Macerata (ossia governatore delle Marche), poi nel 1648, di Ferrara. Qui, ancora una volta le sue elevate, per l'epoca e per il clero, competenze economiche si rivelarono preziose. La sua accorta politica economica, la lotta alle frodi, la distribuzione di viveri e denaro ai poveri e il calmiere dei prezzi, ridiedero vita all'economia ferrarese afflitta da una prolungata carestia.
Il 6 marzo 1645, papa Innocenzo X lo creò cardinale diacono. Era il 1645: Benedetto Odescalchi aveva 34 anni. Tre anni dopo divenne legato a Ferrara, dove fu inviato (mittimus patrem pauperum, ovvero “padre dei poveri”) per assistere la popolazione colpita dalla carestia. Nel 1650, fu nominato vescovo di Novara. Accettò allora di essere ordinato sacerdote, divenendo presbitero il 20 novembre 1650 e poi vescovo il 30 gennaio 1651, consacrazioni avvenute entrambe a Ferrara.
Pochi anni dopo offrì le dimissioni al pontefice poiché il luogo non giovava alla sua salute. Il nuovo papa, Alessandro VII (1655-1667) accolse la sua richiesta e lo richiamò a Roma (1656). L'Odescalchi ottenne un cospicuo vitalizio, che decise di devolvere interamente alla diocesi di Novara per i bisogni della popolazione.
Nel 1667 il suo nome fu tra quelli proposti al conclave, ma la sua elezione fu bloccata dal veto del re di Francia. Benedetto Odescalchi fu eletto al successivo conclave del 1676, il quinto cui partecipò.

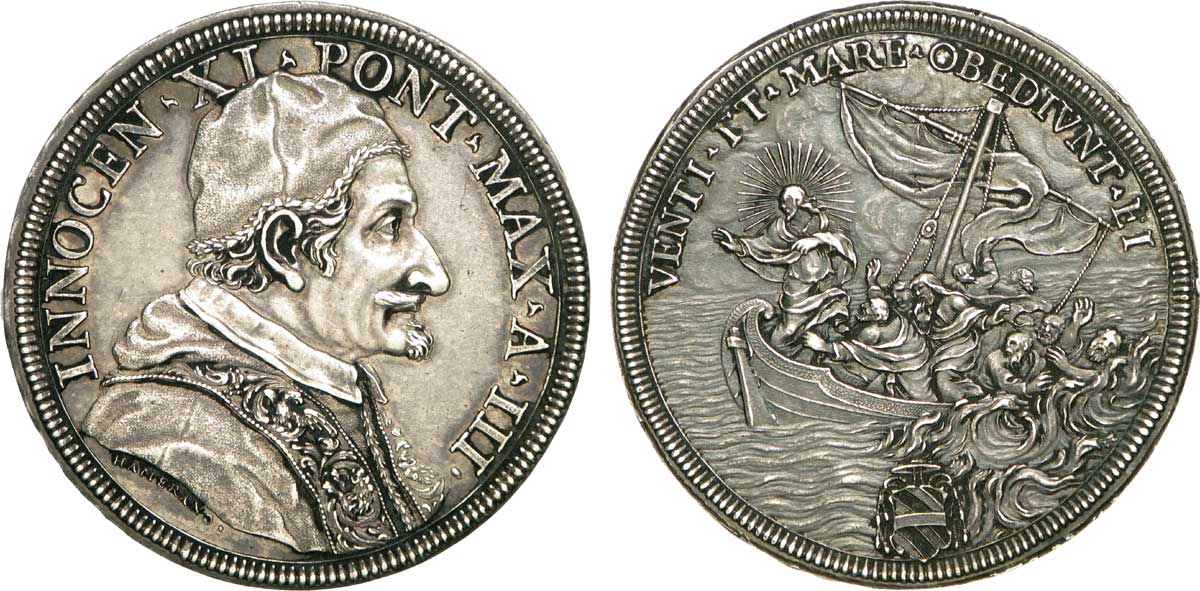
Monete di Innocenzo XI.
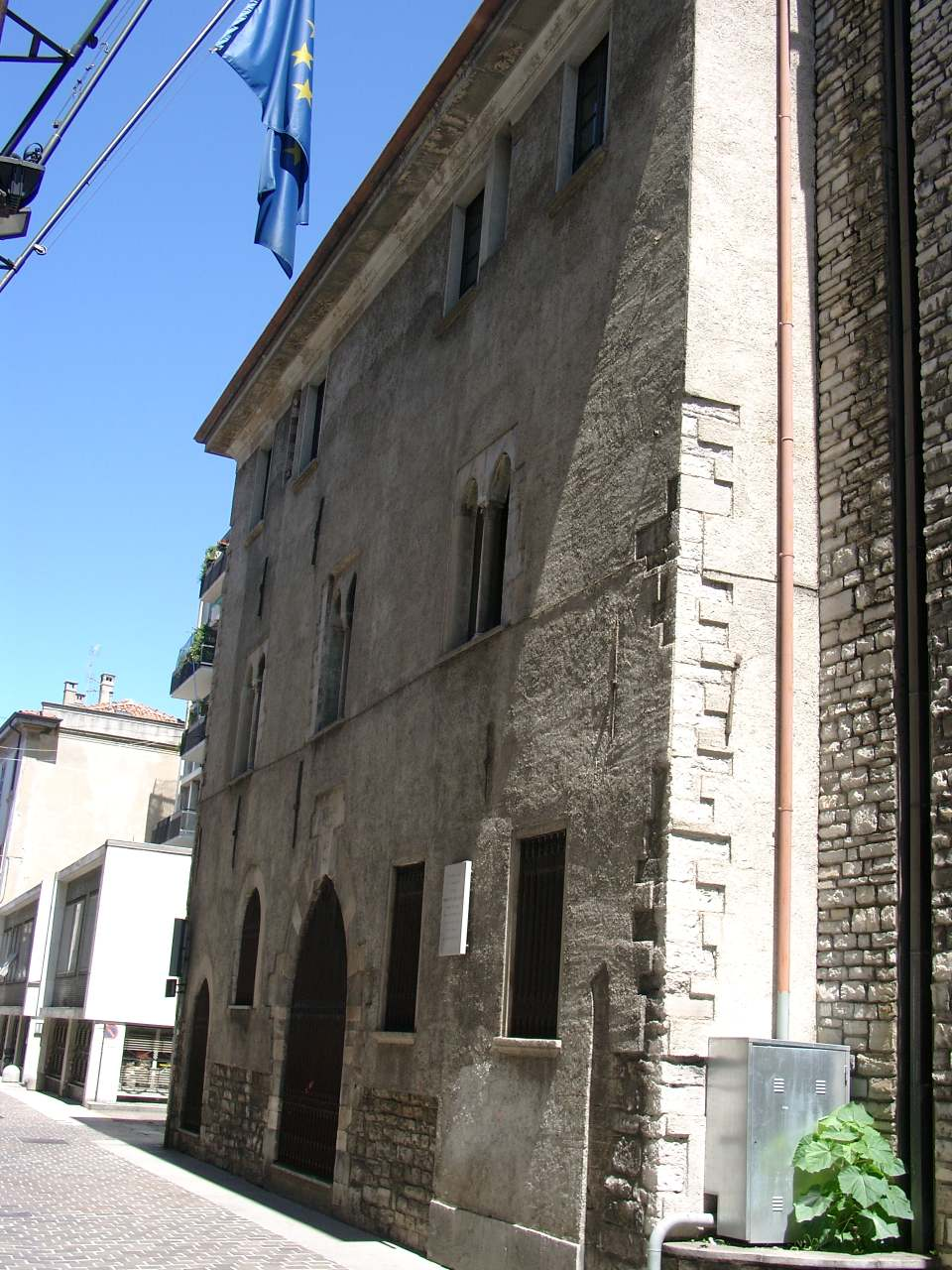
La casa natale di papa Innocenzo XI in via A. Volta a Como.
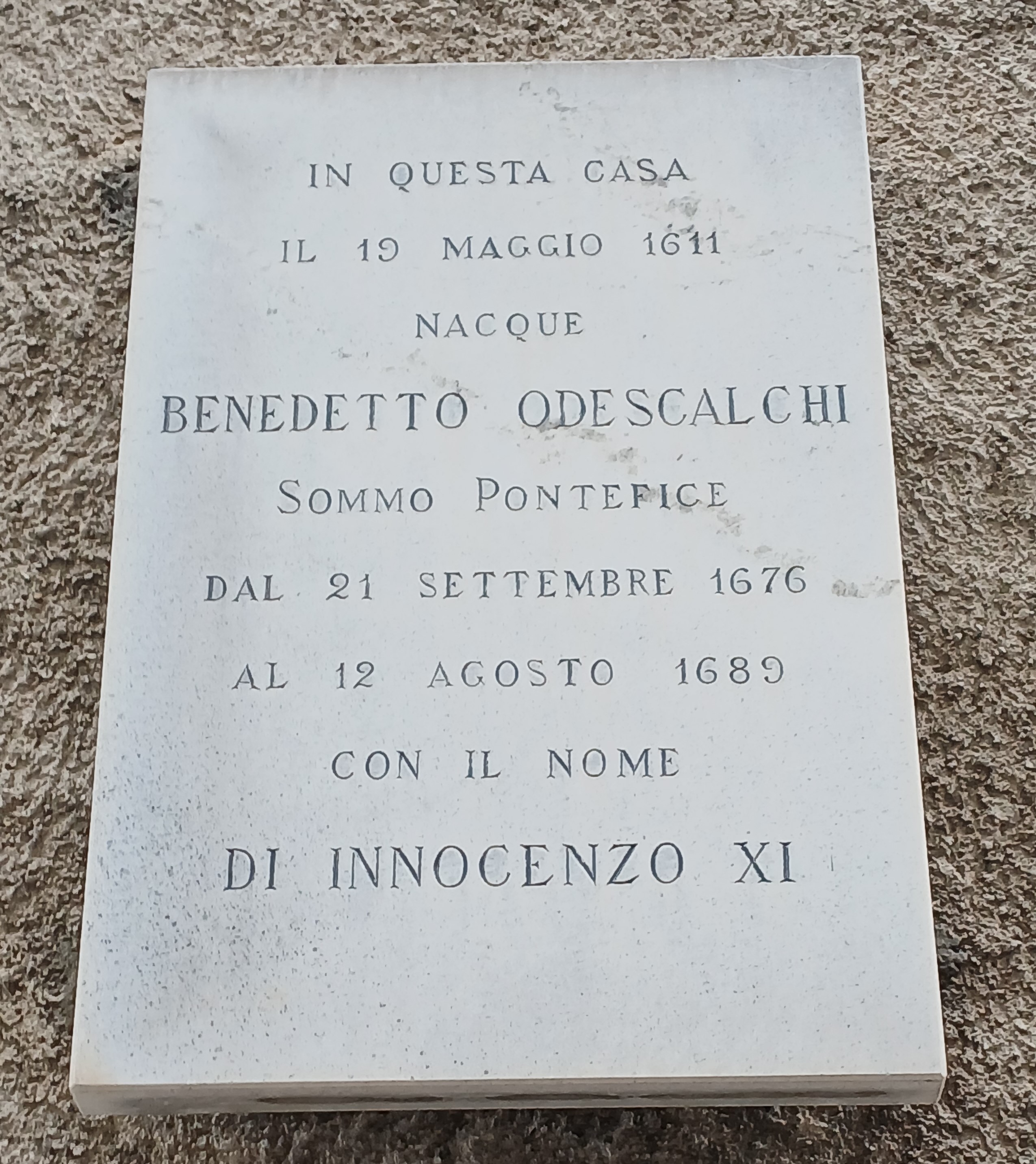
Lapide in via Alessandro Volta a Como

### Cronologia incarichi
- 15 maggio 1640: è protonotario dei Partecipanti;
- 1642: è referendario dei Tribunali della Segnatura Apostolica. Successivamente è nominato presidente della Camera apostolica;
- Commissario del Soccorso ad Ancona e provincia;
- Commissario straordinario delle tasse nelle Marche;
- 1644: è governatore di Macerata (che porta il titolo di governatore delle Marche). Successivamente unisce tale carica a quella di governatore di Ascoli Piceno;
- 6 marzo 1645: è creato cardinale diacono;
- 24 aprile 1645-21 aprile 1659: assume la diaconia dei Santi Cosma e Damiano;
- 22 gennaio 1647-4 aprile 1650: è prefetto della Segnatura Apostolica;
- 15 giugno 1648 – 1651: è legato apostolico a Ferrara;
- 4 aprile 1650 - 6 marzo 1656: è vescovo di Novara;
- 21 aprile 1659 – 21 settembre 1676: è cardinale presbitero di Sant'Onofrio;
- 12 gennaio 1660 – 24 gennaio 1661: è camerlengo del Collegio cardinalizio;
- 21 settembre 1676: è eletto romano pontefice.

### Il conclave del 1676
Innocenzo XI fu eletto papa il 21 settembre 1676 nel Palazzo Apostolico e fu incoronato il 4 ottobre dal cardinale protodiacono Francesco Maidalchini. In memoria di Innocenzo X, che lo creò cardinale, e per l'amicizia con il cardinale Alderano Cybo-Malaspina, parente di Innocenzo VIII, scelse il nome pontificale di Innocenzo XI.
Presero parte alla fase finale del conclave (iniziato il 2 agosto e terminato il 21 settembre 1676) 63 cardinali.
Subito i voti si concentrarono su due candidati: Celio Piccolomini, appoggiato dagli Altieri, e l'Odescalchi, sostenuto dai Chigi. L'ostilità tra le due famiglie perdurò a lungo.
Il Piccolomini ottenne dapprima molti voti, ma non sufficienti da raggiungere la maggioranza richiesta. Successivamente le preferenze confluirono sul cardinale Odescalchi.
Ricevuta la notizia dell'elezione, egli rifiutò esortando i cardinali a scegliere un'altra persona. Ci fu una pausa dei lavori, poi si tenne un'ulteriore votazione al termine della quale l'Odescalchi risultò di nuovo vincitore con 47 voti.
Innocenzo non perse tempo nel dichiarare e manifestare nella pratica il suo zelo di riformatore dei costumi e correttore degli abusi amministrativi. La cerimonia d'incoronazione, avvenuta il 4 ottobre 1676, fu infatti singolarmente semplice e modesta, perché il nuovo papa volle che il denaro che si sarebbe potuto risparmiare in tale occasione fosse distribuito alle chiese e ai poveri di Roma.
Presagio della volontà di ferro di papa Odescalchi era già stata, peraltro, la sua decisione di fare sottoscrivere ai cardinali una dichiarazione elettorale come condicio sine qua non per la sua accettazione del pontificato: Benedetto Odescalchi voleva avere la mano libera nell'affrontare la riforma della Chiesa e dei costumi, sia dei chierici sia dei laici.

## Il pontificato
- Segretario di Stato: Alderano Cybo-Malaspina (1676-1689)
- Vice-Cancelliere: Francesco Barberini (1632-1679); vacante (1679-1689)
- Camera Apostolica:
  - Camerlengo: Paluzzo Paluzzi Altieri (1671-1698)
  - Tesoriere: Giovanfrancesco Ginetti (1673-1681); Giovanni Francesco Negroni (1681-1686); Giuseppe Renato Imperiali (1686-1695)
- Congregazioni
  - Inquisizione: Francesco Barberini (1633-1679); Cesare Facchinetti (1679-1683); Alderano Cybo-Malaspina (1683-1700)
  - Riti: Gaspare Carpegna (1675-1683), Alderano Cybo-Malaspina (1683-1700)
  - Indice: ...
  - Concilio: Federico Baldeschi Colonna (1675-1691)
  - Buon governo: Carlo Pio di Savoia (? - 1689)
  - Vescovi: Gaspare Carpegna (1675-1714)
  - Consulta: ...
- Tribunali della Curia
  - Penitenziere Maggiore: Niccolò Albergati Ludovisi (1650-1687); Leandro Colloredo (1688-1709)
  - Prefetto della Segnatura Apostolica: Giacomo Rospigliosi (1667-1684); ...
  - Decani della Rota Romana: Antonio Albergati (1669-1686); Jacob Emerix de Matthiis (1686-1699)
- Vicario per la diocesi di Roma: Gaspare Carpegna (1671-1714)

### Relazioni con le istituzioni della Chiesa

#### Decisioni generali ecclesiastiche
- Taxa Innocentiana: si indica con questo nome un decreto emanato il 1º ottobre 1678. Il provvedimento elencava i servizi per i quali le cancellerie vescovili potevano chiedere il pagamento di una somma. Il decreto prescriveva inoltre che i vescovi non dovessero chiedere alcun pagamento in danaro per: assunzioni (o dimissioni) riguardanti incarichi lavorativi; istituzione di benefici; dispense matrimoniali. In questi casi si potevano accettare solo offerte volontarie.
- Il pontefice ordinò che i candidati al sacerdozio svolgessero, nei dieci giorni precedenti l'ordinazione, gli esercizi spirituali.
- L'11 settembre 1681 indisse un giubileo straordinario per invocare l'aiuto di Dio contro le difficoltà della Chiesa[6].
- Il 3 luglio 1686 Innocenzo XI prescrisse a tutta la cattolicità la lettura dell'opera Mistica città di Dio ("Mística Ciudad de Dios") della religiosa spagnola María di Ágreda. Il libro era stato scritto nel 1650; dopo diverse vicissitudini il testo, che era anche finito nell'Indice dei libri proibiti, fu approvato definitivamente dall'Inquisizione.

#### Curia romana
Innocenzo XI decise di non assegnare cariche pubbliche ad alcun parente e cercò di abolire le sinecure.

#### Ordini e Istituti religiosi
Barnabiti
Il pontefice modificò le disposizioni capitolari approvate da Alessandro VII e consentì ai Chierici regolari di San Paolo di accumulare beni sia a Roma che a Milano.
Bartolomiti
Il 7 giugno 1680, il pontefice riconobbe la comunità religiosa fondata dal sacerdote tedesco Bartolomeo Holzhauser, l'Institutum clericorum saecularium in communi viventium (conosciuto come "Bartolomiti").
Francescani
Il 20 novembre 1679, il pontefice pubblicò il motu proprio Sollicitudo pastoralis sulla regola francescana.
Gesuiti
In risposta a una richiesta del missionario fiammingo Ferdinand Verbiest (vice-provinciale dell'Ordine in Cina), il pontefice autorizzò i cristiani cinesi a partecipare alle cerimonie tradizionali, considerate non come riti religiosi ma come manifestazioni civili. Il rescritto, datato 3 dicembre 1681, confermò precedenti pronunciamenti di Clemente XI e Alessandro VII.

Durante la crisi con il clero francese (vedi infra), il pontefice chiese e ottenne (1685) l'allontanamento dall'Ordine di padre Luigi Maimbourg (1610-1686), che aveva preso posizione in favore di re Luigi XIV.
Certosini
Con la costituzione apostolica Iniunctum nobis ("Ci è stato ingiunto", 27 marzo 1688) approvò gli statuti dell'Ordine.

#### Chiese orientali
- Nel 1681, diede il pallio e conferì il titolo di patriarca della Chiesa cattolica caldea a Mar Yosep I, arcieparca di Amida.

#### Missioni
- Nel 1687, il pontefice inviò in missione nel Borneo il padre teatino Antonino Ventimiglia; giunto nell'isola nel 1689, nel 1691 divenne il primo vescovo del Borneo;
- Il pontefice eresse le università domenicane di Manila (nelle Filippine) e in Guatemala; inoltre favorì le missioni carmelitane in Persia[2];
- Al fine di essere tenuto al corrente sulle situazioni locali, il pontefice era solito ricevere personalmente i missionari. Ebbe quindi contezza della situazione di schiavitù in cui versavano molte popolazioni indigene. Si adoperò quindi per l'abolizione del commercio degli schiavi.

#### Decisioni in materia liturgica
Il 30 aprile 1686, Innocenzo XI accordò la facoltà di acquistare l'indulgenza plenaria anche a coloro che nelle chiese dei francescani avessero partecipato al rito della via Crucis. All'epoca solo i francescani celebravano la via Crucis. Il provvedimento del pontefice allargò la partecipazione del rito a tutti i fedeli.

Nel 1688, diede il placet alla pubblicazione del Breviario nella lingua degli Schiavoni per le chiese (di rito latino) di Dalmazia ed Illiria e per quelle dei Russi e dei Bulgari di rito greco.

#### Decisioni in materia morale
Il pontefice rinnovò la condanna del probabilismo, già espressa dal suo predecessore Alessandro VII (decreto della Sacra Congregazione del Concilio Cum ad aures recepito dal pontefice il 12 febbraio 1679). Nel 1687 condannò, con la bolla Sanctissimus Dominus, 65 proposizioni “lassiste” (cioè eccessivamente tolleranti), riconducibili a tre gesuiti spagnoli: padre Tommaso Sanchez (1550-1610), padre Antonio Escobar (1589-1669) e padre Francisco Suárez (1548-1617). Definite propositiones laxorum moralistarum, vietò a chiunque di insegnarle, pena la scomunica.
In opposizione al probabilismo era nata verso la metà del Seicento una nuova dottrina: il probabiliorismo. Adottata nel 1656 dai domenicani, nel 1680 Innocenzo XI consentì anche ai gesuiti di insegnare tale dottrina.
La Santa Sede fu chiamata ad intervenire anche su una nuova dottrina morale, di cui si cominciò a parlare dopo il 1680: il quietismo. Nel 1675 il presbitero Miguel de Molinos (di origine spagnola, viveva a Roma dal 1663) aveva pubblicato una Guida spirituale. L'opera, che ebbe l'imprimatur del domenicano Raimondo Capizucchi, ebbe molti riscontri positivi. Inizialmente anche Innocenzo XI l'accolse con favore. Ma nel suo libro il Molinos raccomandava la fiducia nella presenza divina come atto di pura fede e negava l'importanza della volontà dell'uomo nel suo sforzo per raggiungere la perfezione. Nel 1685 l'Inquisizione romana ordinò il suo arresto. In Italia furono messe all'indice anche le opere del cardinale Pier Matteo Petrucci, uno dei maggiori esponenti del quietismo nella penisola. Innocenzo XI condannò il quietismo come eretico con la costituzione apostolica Coelestis Pastor del 20 novembre 1687 (testo online).
Il pontefice emanò diversi altri provvedimenti di natura moralizzatrice. Cercò di limitare la diffusione del gioco del lotto (12 febbraio 1679), di controllare, se non reprimere, le rappresentazioni teatrali, meritandosi il soprannome di "papa minga" (papa "niente, nulla" dal lombardo minga) in relazione al forte accento e all'ostilità per le rappresentazioni sceniche.

Nel 1684, 1688 e 1689 vietò del tutto il carnevale, e negli altri anni cercò comunque di contenerlo. Abolì la tradizionale regata sul Tevere nel giorno di San Rocco devolvendo la cifra che per essa si spendeva a un orfanotrofio. Proibì ai sacerdoti l'uso del tabacco da fiuto.

### Rapporti con le Chiese protestanti
Innocenzo XI incoraggiò i tentativi di dialogo con i protestanti di Cristoforo Royas de Spinola, francescano spagnolo vescovo in Germania, che compilò un'esposizione dei punti di fede comuni cattolici e ai luterani in collaborazione con il luterano Gerardo Walter Molano.

### Relazioni con i monarchi europei

#### Francia
La crisi dei diritti di regalia
Innocenzo XI era stato eletto con il consenso di re Luigi XIV, che aveva rinunciato ad usare contro di lui il veto. Il predecessore Clemente X aveva lasciato aperta una questione con la monarchia francese riguardante le rispettive giurisdizioni spirituali. La disputa riguardava il diritto del re francese di assegnare le prebende appartenenti alle diocesi vacanti e di riceverne le rendite ("diritti di regalia").
Innocenzo XI istituì una commissione, la «Congregazione delle regalie». I lavori si prolungarono fino al 1678 e diedero origine a tre brevi successivi (12 marzo e 21 settembre 1678, 27 dicembre 1679) in cui furono riaffermate le prerogative della Santa Sede sulla monarchia francese. Forte di tali pronunciamenti, Innocenzo XI chiese al re di Francia l'annullamento dell'editto del 1673 che aveva originato la disputa, cioè il provvedimento che aveva stabilito che il diritto di regalia fosse esteso su tutti i territori della Corona francese. Secondo la valutazione del pontefice, il provvedimento ledeva i privilegi della Santa Sede e andava contro i trattati in vigore tra Stato francese e Chiesa.
Luigi XIV chiamò all'assemblea il clero francese. Nel mese di ottobre 1681 si tennero le assise, aperte da Jacques Bénigne Bossuet, vescovo di Meaux e precettore del figlio del re. A seguito di tali discussioni, il 19 marzo 1682 il clero francese votò una dichiarazione in quattro articoli (Declaratio cleri Gallicani de ecclesiastica potestate, detta "i Quattro Articoli"). Con essi si affermavano i seguenti principii: i monarchi non sono soggetti al Papato, i concili ecclesiastici sostituiscono l'autorità papale; il Papato deve rispettare le tradizioni delle chiese locali; i decreti papali non sono vincolanti, a meno che non vengano adottati da tutta la chiesa. Il re fece immediatamente commutare in leggi dello Stato tali decisioni e ne ordinò l'osservanza ai religiosi e a tutti i professori di teologia e di diritto canonico.
Innocenzo XI dichiarò nulle le decisioni dell'assemblea del clero francese (11 aprile 1682), rifiutò di riconoscere i vescovi che avevano sottoscritto i Quattro Articoli e sciolse i legami tra tali vescovi e le proprie sedi. Il risultato fu che 35 diocesi francesi rimasero senza vescovo. Luigi XIV dovette cedere poiché i vescovi rappresentavano una rete di interessi del potere reale e la loro assenza avrebbe provocato l'interruzione della trasmissione degli ordini reali alle gerarchie cattoliche. La vittoria del pontefice fu confermata dalla decisione di Luigi XIV di emanare l'Editto di Fontainebleau (18 ottobre 1685) con il quale il re revocò l'Editto di Nantes (1598), cioè il riconoscimento della libertà di culto ai protestanti francesi. Il pontefice espresse il proprio compiacimento in un breve indirizzato al re.
La questione del diritto d'asilo
Un'altra questione che divise la Santa Sede e Parigi fu il regolamento del diritto d'asilo per i rappresentanti degli stati stranieri domiciliati a Roma (in primis gli ambasciatori). Le ambasciate avevano goduto dell'estensione del diritto di asilo ai quartieri circostanti. Si erano pertanto create delle exclavi dentro l'Urbe dove la polizia pontificia non poteva più entrare. Il 7 maggio 1685 il pontefice sospese tale estensione del diritto di asilo. Ribadì la sua decisione con la bolla Cum Alias del 12 maggio 1687. Tutti gli Stati europei si adattarono, tranne la Francia.

Dopo la morte dell'ambasciatore francese François Annibal II d'Estrées (1671-1687), Innocenzo XI rifiutò la nomina del successore Henri Charles de Beaumanoir-Lavardin. L'ambasciatore francese risolse la questione con la forza: il 16 novembre 1687 occupò militarmente l'ambasciata (palazzo Farnese). Il papa considerò come scomunicati non solo l'ambasciatore, ma anche il re ed i ministri (1º gennaio 1688). La disputa tra Santa Sede e Regno di Francia raggiunse il parossismo: il 24 settembre 1688 Luigi XIV interpose appello al Concilio generale davanti al Parlamento di Parigi su tutti i punti della contesa e minacciò l'intervento armato contro lo Stato pontificio, senza che Innocenzo recedesse dalle sue determinazioni. La contesa venne risolta dal successore Alessandro VIII nel 1690.
La successione alla sede di Colonia
Al tempo di Innocenzo XI la sede arcivescovile di Colonia costituiva uno stato autonomo (Elettorato di Colonia) all'interno del Sacro romano impero. Dalla seconda metà del XVII secolo l'arcivescovo veniva scelto tra i membri del potente casato bavarese dei Wittelsbach.
Durante il pontificato di Innocenzo XI morì il principe-arcivescovo Massimiliano Enrico di Baviera (1650-1688). Re Luigi XIV cercò di anticipare la scelta della Santa Sede sul suo successore favorendo la nomina ad arcivescovo coadiutore di Wilhelm Egon von Fürstenberg (vescovo di Strasburgo, città occupata nel 1681 dai francesi). Per il re di Francia il possesso dell'Elettorato di Colonia era strategico: esso confinava con le Province Unite olandesi e gli avrebbe permesso così di penetrare in territorio olandese. Inoltre il principe-arcivescovo di Colonia era uno degli elettori dell'Imperatore del Sacro Romano Impero: Luigi XIV avrebbe avuto l'opportunità di influenzare la scelta del re dei Romani.
Su istanza dell'imperatore Leopoldo I d'Asburgo, il papa pose il proprio veto sulla nomina del von Fürstenberg e nominò un arcivescovo che non favoriva gli interessi politici della Francia. La scelta cadde su Giuseppe Clemente di Baviera, figlio del principe elettore di Baviera. Un esercito francese composto da 16.000 uomini invase il principato (agosto 1688), occupò le piazzeforti di Bonn e Kaiserwerth, ma Colonia aprì le porte alle truppe imperiali, composte in maggioranza da prussiani. Per rappresaglia contro il papa, i francesi occuparono Avignone ed arrestarono il nunzio apostolico.
Leopoldo I d'Asburgo organizzò ben presto una lega contro Luigi XIV (Lega di Augusta). In ottobre Innocenzo XI si schierò pubblicamente con la Lega di Augusta. Il 18 ottobre Leopoldo I dichiarò guerra alla Francia scatenando la Guerra dei Nove anni (1688-1697). Il conflitto si concluse momentaneamente nel 1689, quando le truppe imperiali riconquistarono Bonn.

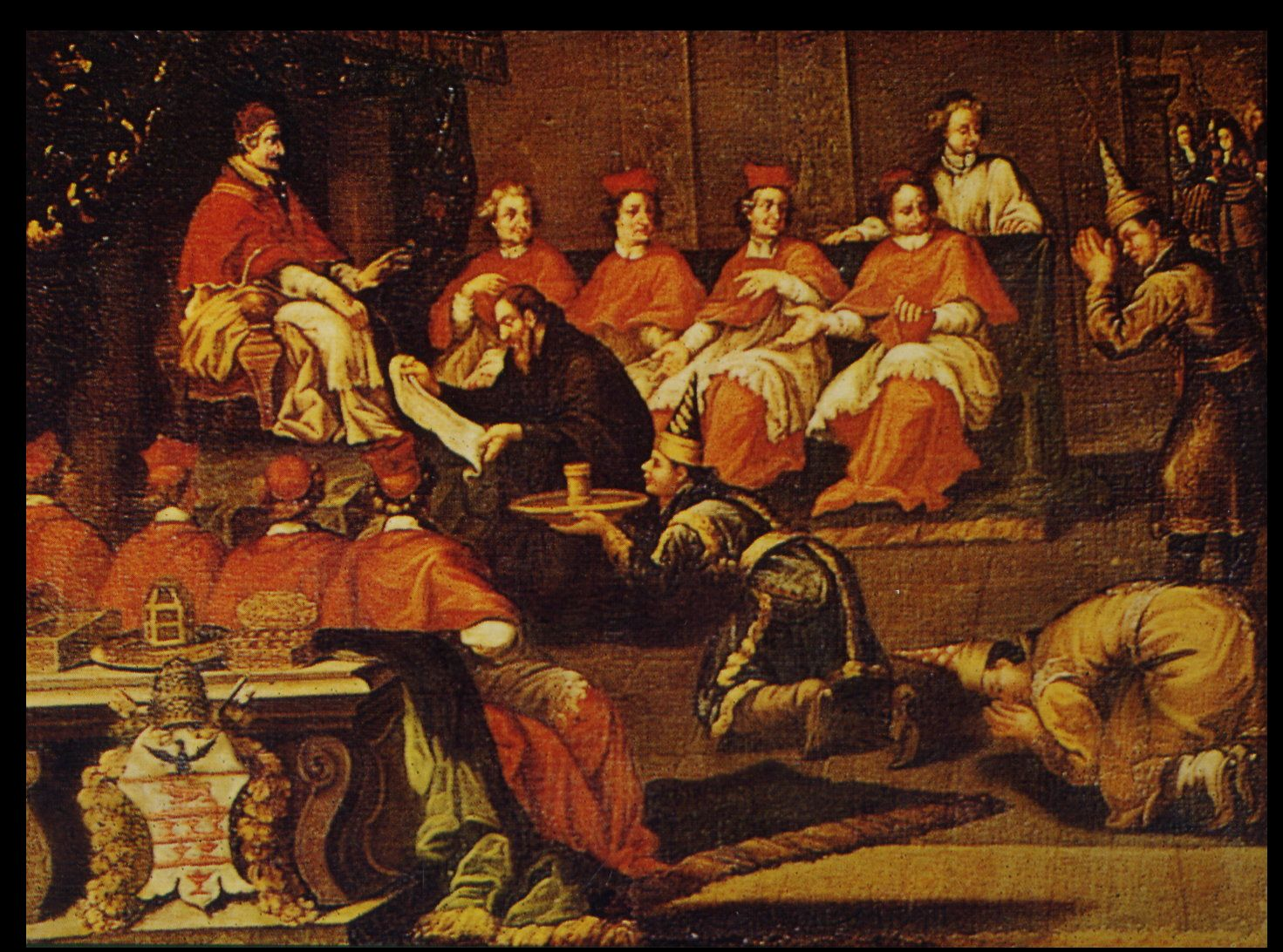
Guy Tachard traduce la lettera di re Narai a papa Innocenzo XI (dicembre 1688).

#### Inghilterra
Nel 1685, divenne re d'Inghilterra, Scozia ed Irlanda, un cattolico, Giacomo II Stuart. Una delle sue prime misure fu la nomina di un inviato presso la Santa Sede. Scelse per la delicata missione John Caryll (1625–1711). Innocenzo XI nominò nunzio apostolico a Londra l'arcivescovo Ferdinando d'Adda. Nel 1687 re Giacomo emanò la Dichiarazione di Indulgenza, primo passo verso la concessione della libertà di culto ai cattolici inglesi. Però l'anno seguente fu spodestato da Guglielmo d'Orange, protestante, che successivamente annullò le sue decisioni.

#### Russia
La chiesa ortodossa e la chiesa cattolica si erano reciprocamente scomunicate nel 1054 e da allora non avevano più rapporti ufficiali. Nel 1684 un padre gesuita austriaco, Schmidt, giunse a Mosca dove riuscì a stabilirsi come cappellano dell'ambasciata di Vienna. Nel 1685 Innocenzo XI inviò una lettera allo zar Pietro il Grande. Due anni dopo un predicatore fu inviato dall'Italia alla corte dello zar, al quale poté esporre i principi della dottrina cattolica.

### Relazioni con monarchi extraeuropei
Nel 1688, il pontefice ricevette una delegazione del re del Siam Narai (1629-1688) in visita in Europa.

### Lotta contro i Turchi
Nel 1683, l'esercito ottomano varcò il confine con l'Ungheria puntando su Vienna. La Santa Sede decise di formare una coalizione internazioniale anti-turca. Avvalendosi delle capacità diplomatiche dei nunzi Obizzo Pallavicini e Francesco Buonvisi, il 31 marzo Innocenzo XI concluse un'alleanza con l'imperatore Leopoldo d'Asburgo e con il re di Polonia Giovanni III Sobieski; quindi ordinò pubbliche preghiere a Roma e indisse un giubileo straordinario (11 agosto 1683). Impose in Germania e in Polonia tasse sulla decima parte dei beni ecclesiastici e tre decime sul clero italiano. All'imperatore inviò 100.000 scudi e altrettanti ne mandò al re di Polonia.
L'11-12 settembre 1683, la coalizione di eserciti cristiani sconfisse i Turchi a Vienna segnando il definitivo arresto dell'espansione ottomana in Europa (Battaglia di Vienna). Innocenzo XI, riconoscente alla Madonna di Loreto per la storica vittoria, inviò al Santuario della Santa Casa la bandiera ritolta ai Turchi. Il vessillo si conserva ancora nella Sala del Tesoro. Inoltre istituì la ricorrenza del Santissimo Nome di Maria, che la estese a tutta la Chiesa fissandola al 12 settembre 1683.
Grazie alla sconfitta turca del 1683 l'imperatore Leopoldo I vide finalmente l'opportunità di un contrattacco. Una nuova crociata avrebbe dovuto unire Sacro romano impero, Confederazione polacco-lituana, Francia, Spagna e Portogallo con l'aggiunta dei paesi asiatici ostili alla Sublime Porta (la Persia in primis). Il progetto vide la luce con la creazione della prima Lega Santa nel 1684 e della seconda Lega Santa del 1686 con Austria, Polonia e con l'aggiunta della Repubblica di Venezia, che si concluse con la presa di Buda. L'anno seguente il Regno d'Ungheria tornò ad essere, dopo 161 anni di vassallaggio, uno stato sovrano.

### Patrono di arti e scienze
Innocenzo XI ordinò la ricostruzione della Chiesa di Santa Maria in Monterone, sita nel rione Sant'Eustachio. Fece effettuare lavori di consolidamento al Ponte Fabricio.
Il medico personale del pontefice, Giovanni Maria Lancisi, propose e ottenne la realizzazione di un Teatro anatomico all'Università La Sapienza.
Innocenzo XI protesse il religioso portoghese António Vieira annullando una sentenza dell'Inquisizione emessa contro di lui (1681).
Nel 1684, con un breve di conferma, reintrodusse i privilegi già concessi da Urbano VIII ai musicisti dell'Accademia di Santa Cecilia.

## Morte e sepoltura

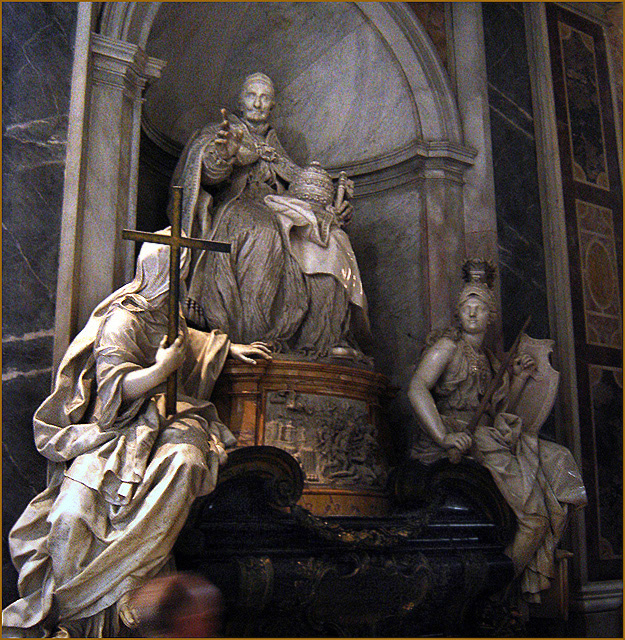
Monumento nella basilica di San Pietro in Vaticano. La statua del pontefice, poggiata sul sarcofago di bronzo nero, fu opera di Pietro Stefano Monnot su disegno di Carlo Maratta.

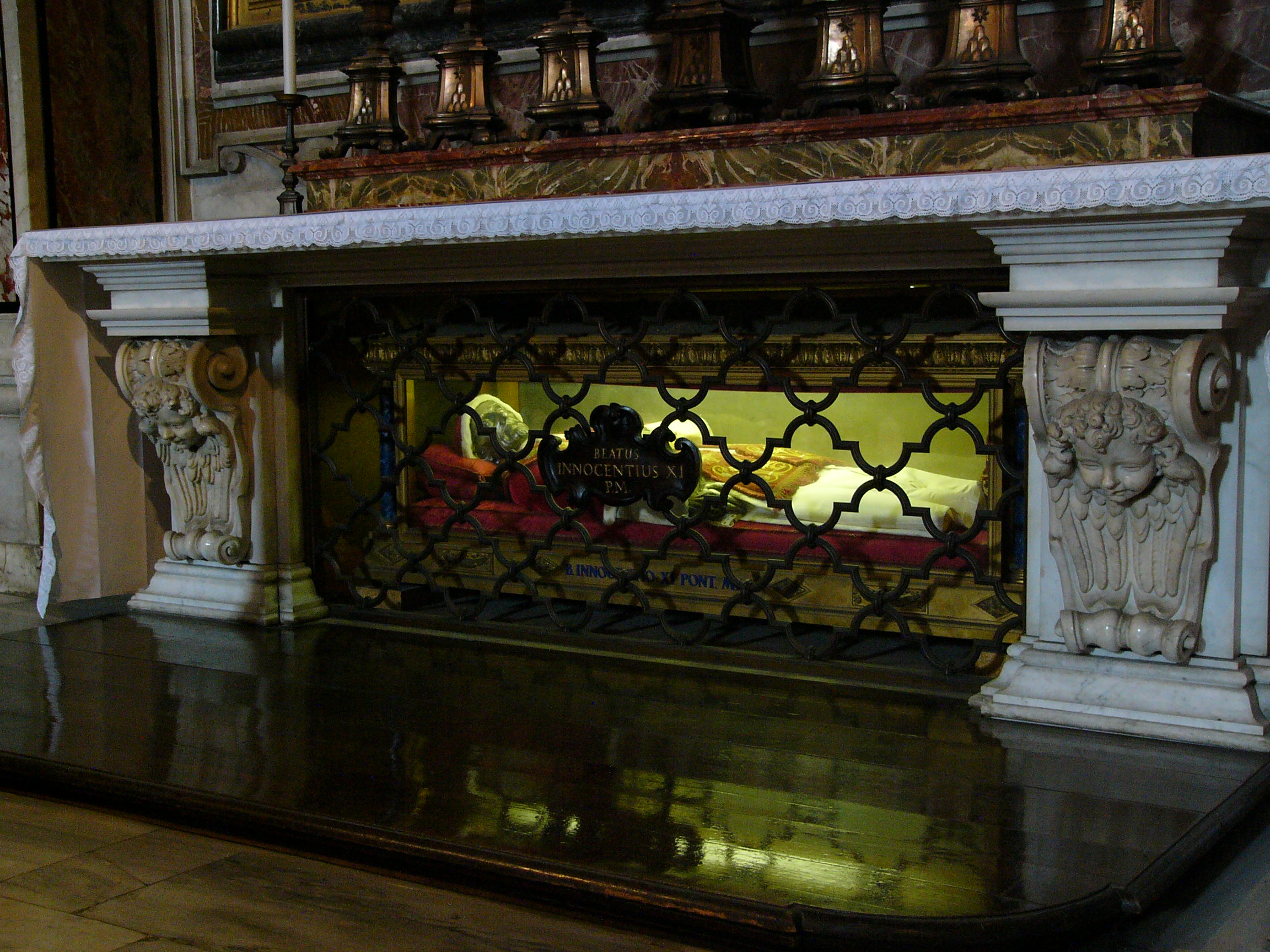
La tomba di Innocenzo XI nella basilica di San Pietro in Vaticano.

Innocenzo XI si ammalò gravemente il 6 giugno 1689 e morì a Roma il 12 agosto.

La salma riposa nella Basilica Vaticana.

## Causa di beatificazione
La causa di beatificazione di Innocenzo XI iniziò l'11 aprile 1691. Nel 1698 furono confermati i risultati della prima fase del processo. Nel 1714 fu discussa l'introduzione formale della causa. La nuova fase d'indagine si svolse tra Roma e Como dal 1714 al 1733, e i suoi risultati furono approvati nel 1736; ma il processo fu ritardato, nel 1744, a causa dell'opposizione della Francia.

La pubblicazione di documenti a opera del domenicano Joachim Joseph Berthier, nel 1944, rivitalizzò il processo, la cui ripresa fu disposta da Pio XII. Il pontefice beatificò Innocenzo XI il 7 ottobre 1956 e ne dispose la memoria liturgica il 12 agosto. Pio XII fece d'Innocenzo XI un simbolo della resistenza cristiana ai nemici della Chiesa. Come egli aveva richiamato tutti i popoli cattolici all'unità contro i nemici ottomani, così l'Europa occidentale e cristiana sarebbe dovuta rimanere unita contro il comunismo.
Nel 2009, è stato istituito il «Comitato promotore per le celebrazioni della nascita di Papa Innocenzo XI», su impulso della curia arcivescovile di Strigonio-Budapest, del Pontificio consiglio per i testi legislativi, dell'Università degli Studi di Cassino, dell'Università degli Studi del Molise e della famiglia Odescalchi. L'8 aprile 2011, il corpo del beato Innocenzo XI è stato traslato dalla cappella di San Sebastiano a quella della Trasfigurazione: in questo modo nella cappella rimasta vuota è stato collocato il feretro di papa Giovanni Paolo II dopo la sua beatificazione del 1º maggio dello stesso anno.

## Diocesi erette da Innocenzo XI

### Nuove diocesi
In Europa
- Durante il regno di Giacomo II, il 30 gennaio 1688 Innocenzo XI suddivise il vicariato apostolico d'Inghilterra in quattro vicariati:
  - Distretto settentrionale
  - Distretto occidentale
  - Centro
  - Westminster

In Sudamerica
- 16 novembre 1676 (bolla Romani Pontificis):
  - Diocesi di Rio de Janeiro (in Brasile, fondata come prelatura territoriale nel 1575)
- 22 novembre 1676 (bolla Ad sacram Beati Petri sedem):
  - Diocesi di Olinda (in Brasile, fondata come prelatura territoriale nel 1614)
- 30 agosto 1677 (bolla Super universas):
  - Diocesi di São Luís do Maranhão (in Brasile)

Nel Levante
- 1678: Arcieparchia di Emesa (in Siria);
- 1683: 
  - Eparchia di Sidone (in Libano);
  - Eparchia di Tiro (in Libano);
- 1687: Eparchia di Bosra e Hauran (in Siria).

In Indocina
- 24 luglio 1678: dal vicariato apostolico del Tonchino vengono originati due vicariati:
  - vicariato apostolico del Tonchino orientale
  - vicariato apostolico del Tonchino occidentale
- 1680:
  - Vicariato apostolico del Sichuan (in Cina, il territorio fu ricavato dal vicariato apostolico del Tonchino).

### Elevazione al rango di arcidiocesi
- 16 novembre 1676 (bolla Inter pastoralis): Diocesi di San Salvador di Bahia (Brasile)
- 1677: Eparchia di Leopoli (nella Confederazione polacco-lituana)

## Concistori per la creazione di nuovi cardinali
Durante il suo pontificato, Innocenzo XI consacrò 43 cardinali in due distinti concistori. Fu lui a conferire la porpora al futuro papa Innocenzo XII.
Innocenzo XI disapprovò la pratica nepotistica e oppose sempre un rifiuto alle richieste provenienti dall'interno della sua corte di far venire il suo unico nipote, il principe Livio Odescalchi, a Roma, anche se nominò cardinale Carlo Stefano Anastasio Ciceri, suo lontano parente, il 2 settembre 1686.

## Beatificazioni e canonizzazioni del pontificato
Innocenzo XI beatificò formalmente due servi di Dio, nel corso di due distinte cerimonie; beatificò per equipollenza altri cinque servi di Dio. Non canonizzò alcun beato.
Nel 1681, Innocenzo XI inserì nel Martirologio romano Bernardo di Mentone (1020-1081), particolarmente venerato a Novara, città di cui il pontefice era stato vescovo.

Trasferì, inoltre, la memoria di san Felice di Valois al 20 novembre.

## Genealogia episcopale e successione apostolica
La genealogia episcopale è:
- Arcivescovo Filippo Archinto
- Papa Pio IV
- Cardinale Giovanni Antonio Serbelloni
- Cardinale Carlo Borromeo
- Cardinale Ottavio Paravicini
- Cardinale Giambattista Leni
- Cardinale Giulio Roma
- Arcivescovo Martino Alfieri
- Cardinale Francesco Maria Machiavelli
- Papa Innocenzo XI

La successione apostolica è:
- Arcivescovo Giacinto Torisi, O.P. (1654)
- Vescovo Francesco Gheri (1655)
- Vescovo Giulio Maria Odescalchi, O.S.B. (1656)
- Vescovo Benedetto Rocci, O.Carm. (1658)
- Cardinale Carlo Stefano Anastasio Ciceri (1659)
- Vescovo Pietro Francesco Moia, C.R.S. (1659)
- Vescovo Carlo Rossi (1659)
- Vescovo Bartolomeo Capra (1661)
- Vescovo Giambattista Eustachio (1663)
- Arcivescovo Gavino Cattayna, O.Carm. (1663)
- Vescovo Francesco Antonio Ricci, O.F.M.Obs. (1664)
- Vescovo Marco Vaccina (1664)
- Arcivescovo Lorenzo Trotti (1666)
- Vescovo Ambrogio Torriano (1666)
- Vescovo Giovanni de Andreis (1667)
- Vescovo Gerolamo Visconti (1667)
- Vescovo Francesco Grassi (1667)
- Vescovo Giuseppe Maria Maraviglia, C.R. (1667)
- Vescovo Pietro Isimbardi, O.Carm. (1670)
- Arcivescovo Carlo Loffredo, C.R. (1670)
- Vescovo Francesco Arrigua, O.M. (1670)
- Vescovo Ferdinando Tiburzio Gonzaga (1671)
- Vescovo Lodovico Malaspina, O.Carm. (1672)
- Vescovo Sebastiano D'Alessandro, O.Carm. (1672)
- Vescovo Giacomo Buoni (1672)
- Vescovo Pier Marino Sormani, O.F.M.Obs. (1688)
- Cardinale Taddeo Luigi dal Verme (1689)

## Innocenzo XI nella letteratura moderna
- L'opera di Robert Browning, The Ring and the Book, presenta Innocenzo come personaggio importante, che fornisce il monologo teologico che costituisce il decimo libro del poema.
- Nel romanzo storico Imprimatur, di Rita Monaldi e Francesco Sorti si ipotizza che il pontefice e la sua famiglia abbiano finanziato l'ascesa al trono d'Inghilterra del protestante Guglielmo III d'Orange a discapito del cattolico Giacomo II d'Inghilterra.
- Nel romanzo storico Oddsfish! di Robert Hugh Benson è presente anche la figura di papa Innocenzo XI descritto come strenuo difensore dell'ortodossia cattolica.

## Albero genealogico
|                                  |   |                    | Genitori                         |  |  | Nonni |  |  | Bisnonni              |  |  | Trisnonni          |  |
|                                  |   |                    |                                  |  |  |       |  |  | Bartolomeo Odescalchi |  |  | Tommaso Odescalchi |  |
|                                  |   |                    |                                  |  |  |       |  |  | Bartolomeo Odescalchi |  |  | Tommaso Odescalchi |  |
|                                  |   | Caterina Capelli   |                                  |  |  |       |  |  | Bartolomeo Odescalchi |  |  |                    |  |
| Guido Costantino Odescalchi      |   |                    |                                  |  |  |       |  |  | Bartolomeo Odescalchi |  |  |                    |  |
|                                  |   | Lucrezia Rusconi   | Menapace Rusconi, nobile di Como |  |  |       |  |  |                       |  |  |                    |  |
|                                  |   | Lucrezia Rusconi   | Menapace Rusconi, nobile di Como |  |  |       |  |  |                       |  |  |                    |  |
|                                  |   | Lucrezia Rusconi   | Bianca Lavizzari                 |  |  |       |  |  |                       |  |  |                    |  |
| Livio Odescalchi, nobile di Como |   | Lucrezia Rusconi   |                                  |  |  |       |  |  |                       |  |  |                    |  |
|                                  |   | Paolo Rusconi      | …                                |  |  |       |  |  |                       |  |  |                    |  |
|                                  |   | Paolo Rusconi      | …                                |  |  |       |  |  |                       |  |  |                    |  |
|                                  |   | Paolo Rusconi      | …                                |  |  |       |  |  |                       |  |  |                    |  |
| Lucrezia Rusconi                 |   | Paolo Rusconi      |                                  |  |  |       |  |  |                       |  |  |                    |  |
|                                  |   | …                  | …                                |  |  |       |  |  |                       |  |  |                    |  |
|                                  |   | …                  | …                                |  |  |       |  |  |                       |  |  |                    |  |
|                                  |   | …                  | …                                |  |  |       |  |  |                       |  |  |                    |  |
| Innocenzo XI                     |   | …                  |                                  |  |  |       |  |  |                       |  |  |                    |  |
|                                  | … | …                  |                                  |  |  |       |  |  |                       |  |  |                    |  |
|                                  | … | …                  |                                  |  |  |       |  |  |                       |  |  |                    |  |
|                                  | … | …                  |                                  |  |  |       |  |  |                       |  |  |                    |  |
| Nicola Castelli                  | … |                    |                                  |  |  |       |  |  |                       |  |  |                    |  |
|                                  |   | …                  | …                                |  |  |       |  |  |                       |  |  |                    |  |
|                                  |   | …                  | …                                |  |  |       |  |  |                       |  |  |                    |  |
|                                  |   | …                  | …                                |  |  |       |  |  |                       |  |  |                    |  |
| Paola Sofia Castelli Giovanelli  |   | …                  |                                  |  |  |       |  |  |                       |  |  |                    |  |
|                                  |   | Alessio Giovanelli | …                                |  |  |       |  |  |                       |  |  |                    |  |
|                                  |   | Alessio Giovanelli | …                                |  |  |       |  |  |                       |  |  |                    |  |
|                                  |   | Alessio Giovanelli | …                                |  |  |       |  |  |                       |  |  |                    |  |
| Giulia Giovanelli                |   | Alessio Giovanelli |                                  |  |  |       |  |  |                       |  |  |                    |  |
|                                  |   | …                  | …                                |  |  |       |  |  |                       |  |  |                    |  |
|                                  |   | …                  | …                                |  |  |       |  |  |                       |  |  |                    |  |
|                                  |   | …                  | …                                |  |  |       |  |  |                       |  |  |                    |  |
|                                  |   | …                  |                                  |  |  |       |  |  |                       |  |  |                    |  |

### Esplicative
1. ↑  L'atto di battesimo conservato presso la chiesa di S. Fedele in Como riporta la notte inoltrata del 18 maggio e il suo compleanno venne sempre festeggiato il 19 del mese.
2. ↑  Titolo che spettava solo al governatore di Macerata.
3. ↑  Al termine della guerra la Francia dovette abbandonare tutti i territori conquistati tranne Strasburgo (Trattato di Ryswick).
4. ↑  Fissata originariamente al 25 novembre, Papa Pio X la riportò al 12 settembre.

### Bibliografiche
1. ↑  G. De Novaes, p. 4.
2. 1 2 3 4   Beato Innocenzo XI, in Santi, beati e testimoni - Enciclopedia dei santi, santiebeati.it. URL consultato l'11 maggio 2016.
3. 1 2  G. De Novaes, p. 5.
4. ↑  G. De Novaes, p. 6.
5. ↑  G. De Novaes, p. 7.
6. 1 2   Innocenzo XI Benedetto Odescalchi, su info.roma.it. URL consultato l'11 maggio 2016.
7. ↑  G. De Novaes, p. 38.
8. ↑   Statuti dell’Ordine Certosino, su certosini.info. URL consultato l'11 maggio 2016.
9. ↑  Claudio Bernardi, La drammaturgia della settimana santa in Italia, 1991, p. 90.
10. ↑  «La Civiltà Cattolica», Volume 2; Volume 57, Edizione II, 1906, p. 103.
11. ↑  Giovanni Andrés, Dell'origine, progressi e stato attuale di ogni letteratura, Borel E. Bompard, 1838, pp. 275-276 (nota 1).
12. ↑  «La Civiltà Cattolica», Volume 7; Volume 18, Anno 1902, p. 577.
13. ↑  Pier Davide Guenzi, Inter ipsos graviores antiprobabilistas: L'opera di Paolo Rulfi (1731 ca.-1811), Effatà Editrice, 2013, p. 433.
14. ↑  Titolo completo: Guida spirituale che disinvolge l'anima e la conduce per l'interior cammino all'acquisto della perfetta contemplazione e del ricco tesoro della pace interiore.
15. 1 2   Beato Innocenzo XI, su biscobreak.altervista.org. URL consultato l'11 maggio 2016.
16. ↑   Antonio Menniti Ippolito, Papa Innocenzo XI, in Dizionario biografico degli italiani, LXII, Roma, Istituto dell'Enciclopedia Italiana, 2004. URL consultato l'11 maggio 2016.
17. ↑  AA. VV., Biografia universale antica e moderna, 1827, vol. I, p. 255.
18. ↑  Wolfgang Müller, Storia della Chiesa, Jaca Book, 1994, p. 143.
19. ↑   Gaetano Moroni, Dizionario di erudizione storico-ecclesiastica: da S. Pietro sino ai nostri giorni volume XXXVI pagina 28, Editore Tip. Emiliana, 1846.
«Avendo Luigi XIV ridotto e poi rivocato l'editto di Nantes contro gli eretici ugonotti, il Papa benché per diverse ragioni disgustato col re, non poté dispensarsi di rendergliene grazie con un breve de' 13 novembre 1685 [...]»
20. ↑   Antonio Menniti Ippolito, Enciclopedia dei Papi (2000), Treccani.
«Poi la situazione si sbloccò: partì un breve, cortese e piuttosto freddo, che conteneva le felicitazioni del papa ma nessuna concessione in materia di regalie; e, infine, nella primavera del 1686, si svolsero in Roma i festeggiamenti per la revoca dell'editto»
21. ↑   La caduta degli Stuard (1688), su web.infinito.it. URL consultato l'11 maggio 2016.
22. ↑   Re Narai il Grande, su fabio-ilmiodiario.blogspot.it. URL consultato l'11 maggio 2016.
23. ↑  Gaetano Moroni, Dizionario di erudizione storico-ecclesiastica da S. Pietro sino ai nostri giorni, 1844, p. 168.
24. ↑   L'11 settembre, Giovanni Paolo II, la Vergine Maria e un re polacco, su it.zenit.org. URL consultato l'11 maggio 2016.
25. ↑  https://www.vaticannews.va/it/santo-del-giorno/09/12/santissimo-nome-di-maria.html
26. ↑  Filippo Maria Renazzi, Storia dell'università degli studj di Roma detta comunemente La Sapienza, 1805, vol. I, p. 171.
27. ↑   Cronologia dell’Accademia di Santa Cecilia, su musiculturaonline.it. URL consultato l'11 maggio 2016.
28. 1 2   Beato Innocenzo XI, su treccani.it. URL consultato l'11 maggio 2016.
29. ↑  Comitato Archiviato il 5 aprile 2011 in Internet Archive.
30. ↑  Fr. Jeffrey Keyes, "A YOUNG MAN IN THE ROME OF PIUS VII Archiviato il 30 settembre 2007 in Internet Archive.", p. 34.
31. ↑  Miranda, Salvador. 1998. "Consistory of September 2, 1686."
32. ↑   Raffaele Volpini, BERNARDO d'Aosta, santo, in Dizionario biografico degli italiani, Roma, Istituto dell'Enciclopedia Italiana.